# Дека-
дека- (українське позначення да, міжнародне — da) — префікс у системі  SI, що позначає збільшення у десять разів. Назва походить від грецького слова «δέκα» («десять»).
Офіційно прийнята у 1795 році; використовується дуже рідко. До стандартизації у 1960 році існували різні варіанти написання: dk, D, Da, дк.
Приклади використання:
- 1 деканьютон = 10 Н {\displaystyle \approx } 1 кілограм-сила
- 1 декалітр = 10 літрів
- 1 декаметри = 10 метрів
- 1 декапаскаль = 10 паскаль